# Piotr Misiło
Piotr Paweł Misiło (ur. 11 czerwca 1974 w Szczecinie) – polski menedżer i polityk, były dyrektor zarządzający Platformy Mediowej Point Group, poseł na Sejm VIII kadencji.

## Życiorys
W 1993 został absolwentem Zespołu Szkół Zawodowych im. Ignacego Łukasiewicza w Policach, a w 1997 Liceum Ekonomicznego Fundacji ODK w Policach. W 2000 ukończył studia w Wyższej Szkoły Humanistycznej TWP w Szczecinie (licencjackie), a w 2002 na Wydziale Zarządzania i Ekonomiki Usług oraz Wydziale Humanistycznym Uniwersytetu Szczecińskiego, uzyskując tytuły zawodowe magistra z zakresu socjologii i zarządzania. W 2008 ukończył studia podyplomowe w Szkole Głównej Handlowej w Warszawie (ze strategicznego planowania działalności rozwojowej), a w 2011 na Uniwersytecie Jagiellońskim (z zakresu etyki i filozofii religii).
Pracował jako dyrektor generalny jednego z regionalnych wydawnictw, kierował wydziałem promocji w urzędzie gminy Police, zajmował stanowiska prezesa lub wiceprezesa zarządu w różnych spółkach prawa handlowego. W latach 2004–2011 pełnił funkcję dyrektora zarządzającego Platformy Mediowej Point Group (m.in. wydawcy tygodnika „Wprost”). Był też menedżerem w J.W. Construction, przewodniczącym rady nadzorczej spółki z ograniczoną odpowiedzialnością AWR Wprost i ekspertem ds. gospodarczych w Związku Pracodawców Pomorza Zachodniego Lewiatan. Zajął się również prowadzeniem własnej działalności gospodarczej w branży konsultingowej.
Należał do Unii Wolności. W lutym 2004 wstąpił do Platformy Obywatelskiej. W 2006 wystartował na burmistrza Polic z ramienia komitetu Nowe Police. We wrześniu tegoż roku zawiesił członkostwo w PO, a następnie w tym samym roku utracił członkostwo w partii. W listopadowych wyborach na burmistrza zajął 2. miejsce wśród 5 kandydatów. W wyborach parlamentarnych w 2015 kandydował do Sejmu w okręgu szczecińskim z pierwszego miejsca na liście Nowoczesnej, uzyskując mandat posła VIII kadencji. W listopadzie 2018 został zawieszony w prawach członka partii, a kilka dni później wykluczony z ugrupowania. Nastąpiło to po udzieleniu wywiadu, w którym krytykował przewodniczącą partii Katarzynę Lubnauer. W grudniu tego samego roku przystąpił (wraz z kilkoma posłami, którzy opuścili Nowoczesną) do klubu parlamentarnego PO-Koalicja Obywatelska. W kwietniu 2019 ponownie został członkiem PO. W wyborach w tym samym roku nie uzyskał poselskiej reelekcji.
W 2015 został rekordzistą Guinnessa, rozgrywając w ciągu niespełna 18 godzin 100 meczów w squasha. Członek Polskiego Towarzystwa Ekonomicznego.